# Ilona Szabó
Ilona Szabó de Carvalho (Nova Friburgo, 31 de maio de 1978) é uma empreendedora cívica brasileira, cientista política e presidente do Instituto Igarapé, think and do thank global que cofundou em 2011, focado nas áreas de segurança pública, digital e climática. É autora dos livros Drogas: As Histórias que Não te Contaram (2017, Zahar), Segurança Pública para Virar o Jogo (2017 e 2018, Zahar) e A Defesa do Espaço Cívico (2020, Objetiva), colunista da Folha de S.Paulo e âncora do podcast e série de TV Você Pode Mudar o Mundo.
Especialista em segurança pública, política de drogas, controle de armas, violência policial, ação cívica e climática, em 2022 foi convidada pelo Secretário-Geral das Nações Unidas para compor o seu Conselho de Alto Nível sobre Multilateralismo Eficaz. É membro do conselho da Fundação Fernando Henrique Cardoso, do Centro Brasileiro de Relações Internacionais (CEBRI), e do Instituto Mobilidade e Desenvolvimento Social. Também integra o conselho consultivo da Rede de Líderes Globais do Fórum Econômico Mundial, o conselho editorial da revista Americas Quarterly e é co-chair do Global Future Council on the Future of Nature and Security.
Entre 2003 e 2005, enquanto trabalhava na ONG Viva Rio, coordenou uma das maiores campanhas de coleta de armas da história, que resultou em mais de 500 mil armas de fogo retiradas de circulação em todo o Brasil. Também coordenou a participação da sociedade civil para a Declaração de Genebra sobre Violência Armada e Desenvolvimento entre 2009 e 2012.
Entre 2008 e 2010, Ilona foi secretária-executiva da Comissão Latino-americana sobre Drogas e Democracia. Entre 2011 e 2016, foi secretária-executiva da Comissão Global de Políticas de Drogas, onde organizou encontros, debates e declarações para divulgar melhores práticas sobre políticas de drogas adotadas em mais de 30 países. Durante esse período, trabalhou ao lado de ex-presidentes como Cesar Gaviria, Ernesto Zedillo, Fernando Henrique Cardoso e Ruth Dreifuss, do empresário Richard Branson, da representante especial da ONU Louise Arbour e do ex-secretário geral da ONU Kofi Annan.
Colaborou com a produção de documentos-referência sobre política de drogas, usados tanto na experiência de regulação da cannabis no Uruguai como no Acordo de Paz na Colômbia.
Recebeu o prêmio internacional Líder Responsável da Fundação BMW. Em 2015, foi nomeada Jovem Líder Global pelo Fórum Econômico Mundial e desde então participa anualmente dos encontros anuais do Fórum, em Davos.
Em 2016 foi jurada internacional para o Desafio Bloomberg para Prefeitos na América Latina e para a iniciativa 100&Change da Fundação MacArthur’s. Foi consultora para diversas organizações internacionais, como a OCDE, PNUD, UE e diversas ONGs internacionais, conduzindo avaliações pela América Latina e África. Também deu suporte a organizações de base em seu desenvolvimento organizacional.
Foi a única brasileira incluída na lista dos "50 maiores pensadores do mundo em 2020" publicada pela revista britânica Prospect, especializada em ciências políticas e atualidades. Em 2018 recebeu a Ordem do Mérito da Segurança Pública, do Ministério da Segurança Pública do Brasil e em 2023 foi agraciada com o Diploma Bertha Lutz, do Senado Federal.
O Igarapé foi reconhecido pela Prospect como o melhor think tank de política social do mundo em 2019 e a principal organização de direitos humanos do Brasil em 2018.

## Algumas publicações e participações em programas
Em 2014, Ilona se apresentou no TEDGlobal 2014. Em 2017, publicou seu primeiro livro, pela Zahar. Pelo Instituto Igarapé publicou pesquisas que se tornaram referência em matéria de política de drogas . É autora de dezenas de artigos de opinião na imprensa nacional e internacional, além de colunista na Folha de S.Paulo. Foi comentarista convidada do Estúdio i, da GloboNews, e participou de outros programas de entrevista de renome da televisão brasileira. Também foi pesquisadora e corroteirista do documentário Quebrando o Tabu.

## Biografia
Ilona é mestre em Estudos Internacionais pela Universidade de Uppsala, na Suécia, especialista em Desenvolvimento Internacional pela Universidade de Oslo, bacharel em Relações Internacionais pela Estácio de Sá, foi fellow de políticas públicas na Universidade de Columbia em Nova York e é pesquisadora afiliada do Brazil Lab da Universidade de Princeton. Fez intercâmbio cultural pelo American Field Service (AFS) por um ano na Letônia, e participou de diversos cursos executivos, como Lideranças Transformadoras na Said Business School, da Universidade de Oxford, Lideranças Globais e Políticas Públicas para o Século XXI, da Universidade de Harvard, e Gestão de Desarmamento, Desmobilização e Reintegração (DDR) na Folke Bernadotte Academy do Colégio de Defesa Nacional Sueco, em Estocolmo.
Antes de trabalhar no terceiro setor, Ilona trabalhou por quase cinco anos em bancos de investimento do Rio de Janeiro no final da década de 1990.
Descendente materna de húngaros e paterna de espanhóis, indígenas e portugueses, Ilona é mãe de Yasmim Zoe, nascida em 2014, e é casada com o economista e acadêmico canadense e também cofundador do Instituto Igarapé, Robert Muggah.
Ilona é fonte frequente da imprensa para os temas com que trabalha, já tendo tido seu perfil publicado por veículos como jornal O Globo, revista TPM, revista Marie Claire, El País e revista Gol.
No início de 2019, Ilona foi nomeada pelo ministro da Justiça e Segurança Pública Sergio Moro como membro suplente do Conselho Nacional de Política Criminal e Penitenciária, órgão de consulta do governo que avalia o sistema penitenciário, propõe diretrizes de política criminal e faz inspeções em estabelecimentos penais, entre outras funções. Devido a manifestações de apoiadores da ala ideológica do governo nas mídias sociais, Ilona foi, por ordem do presidente Jair Bolsonaro, afastada do conselho pelo ministro.
Naquele ano, foi incluída pelo site Universa, do UOL, entre as "19 mulheres de 2010" que "servem de inspiração para que as mulheres que vêm aí possam acreditar que – antes tarde do que nunca – não haja mais lugar onde uma mulher não possa chegar".

Em 24 de abril de 2020, em meio à pandemia de Covid-19, foi mencionada (pela terceira vez) pelo presidente no pronunciamento realizado após o pedido de demissão do então ministro Moro. Na ocasião, em rede nacional, Bolsonaro retomou o caso da nomeação de Ilona para o Conselho Nacional de Política Criminal e Penitenciária em tom misógino e com base em informações equivocadas. "Ver um episódio tão insignificante ser usado num momento-chave é entender que aquele discurso foi feito para a base do presidente, que precisa de inimigos reais ou imaginários. Eu sou uma peça imaginária nesse xadrez. E tem uma questão de gênero, que é bastante presente na postura do presidente", afirmou Ilona Szabó à revista Época.